# Javon Walton
Javon Anthony Walton (Atlanta, 22 luglio 2006) è un attore e pugile statunitense.

## Biografia
Walton è nato il 22 luglio 2006 ad Atlanta, Georgia, da padre DJ Walton, allenatore di pugilato e fondatore del marchio sportivo Onward Athletics, e madre Jessica Walton. Ha tre fratelli: un fratello gemello eterozigote, Jaden; una sorella maggiore, Jayla; e un fratello minore, Daelo.
A causa della sua carriera nel pugilato, è stato istruito a casa per gran parte della sua infanzia.

### Carriera
Nel giugno 2019, Walton ha debuttato come Ashtray nella serie Euphoria di HBO, prima di ottenere un ruolo principale nella serie Utopia di Amazon Prime Video (2020) come Grant Bishop. Nel 2021, ha doppiato Pugsley Addams nel film d'animazione La famiglia Addams 2. Nel 2022, ha recitato nella terza stagione della serie Netflix The Umbrella Academy e nel film di supereroi Samaritan interpretando Sam Cleary. Nel 2024, ha recitato nella serie Under the Bridge nel ruolo di Warren Glowatski.

### Pugilato
Nel luglio 2023, Walton ha firmato un contratto con Most Valuable Promotions, l’organizzazione di pugilato fondata da Jake Paul, partecipando agli allenamenti pubblici in preparazione al match Jake Paul vs. Nate Diaz.
Il 21 dicembre 2023 è stato annunciato che Walton avrebbe debuttato come pugile professionista il 2 marzo 2024 al Coliseo de Puerto Rico José Miguel Agrelot di San Juan, Puerto Rico. Nel suo debutto ha affrontato il pugile professionista Joshua Torres in un match di 4 round terminato con un pareggio a maggioranza.
Walton avrebbe dovuto affrontare Erik Hanley in uno degli incontri principali della serata di pugilato chiamata MVP 8, prevista per il 6 settembre 2024 a Orlando, Florida, ma il 26 agosto 2024 è stato annunciato che si era dovuto ritirare dall’incontro a causa di un’infezione medica.
L’8 novembre 2024 è stato comunicato che Walton avrebbe affrontato Erik Hanley in un incontro riprogrammato di 4 round nei superpiuma a Orlando il 13 dicembre 2024.

## Filmografia

### Cinema
- Samaritan, regia di Julius Avery (2022)

### Televisione
- Euphoria – serie TV, 14 episodi (2019-2022)
- Utopia – serie TV 8 episodi (2020)
- The Umbrella Accademy – serie TV (2022)
- Under the Bridge – serie TV (2024)

### Doppiatore
- La famiglia Addams 2 ('mThe Addams Family 2), regia di Conrad Vernon e Greg Tiernan (2019)

## Doppiatori italiani
Nelle versioni in italiano delle opere in cui ha recitato, Javon Walton è stato doppiato da:
- Lorenzo D'Agata in Euphoria
- Vittorio Thermes in Utopia
- Alberto Vannini in The Umbrella Accademy